# دراهونین
دراهونین (به چکی: Drahonín) یک منطقهٔ مسکونی در جمهوری چک است که در ناحیه برنو-تسوونتری واقع شده‌است. دراهونین ۶٫۶۸ کیلومتر مربع مساحت و ۱۱۳ نفر جمعیت دارد و ۵۱۷ متر بالاتر از سطح دریا واقع شده‌است.